# Dubové (Zvolen)
Dubové (bis 1927 slowakisch „Dubovô“; ungarisch Dobó – bis 1888 Dubovo) ist eine Gemeinde in der Mittelslowakei mit 385 Einwohnern (Stand 31. Dezember 2024) und gehört zum Okres Zvolen, einem Kreis des Banskobystrický kraj.

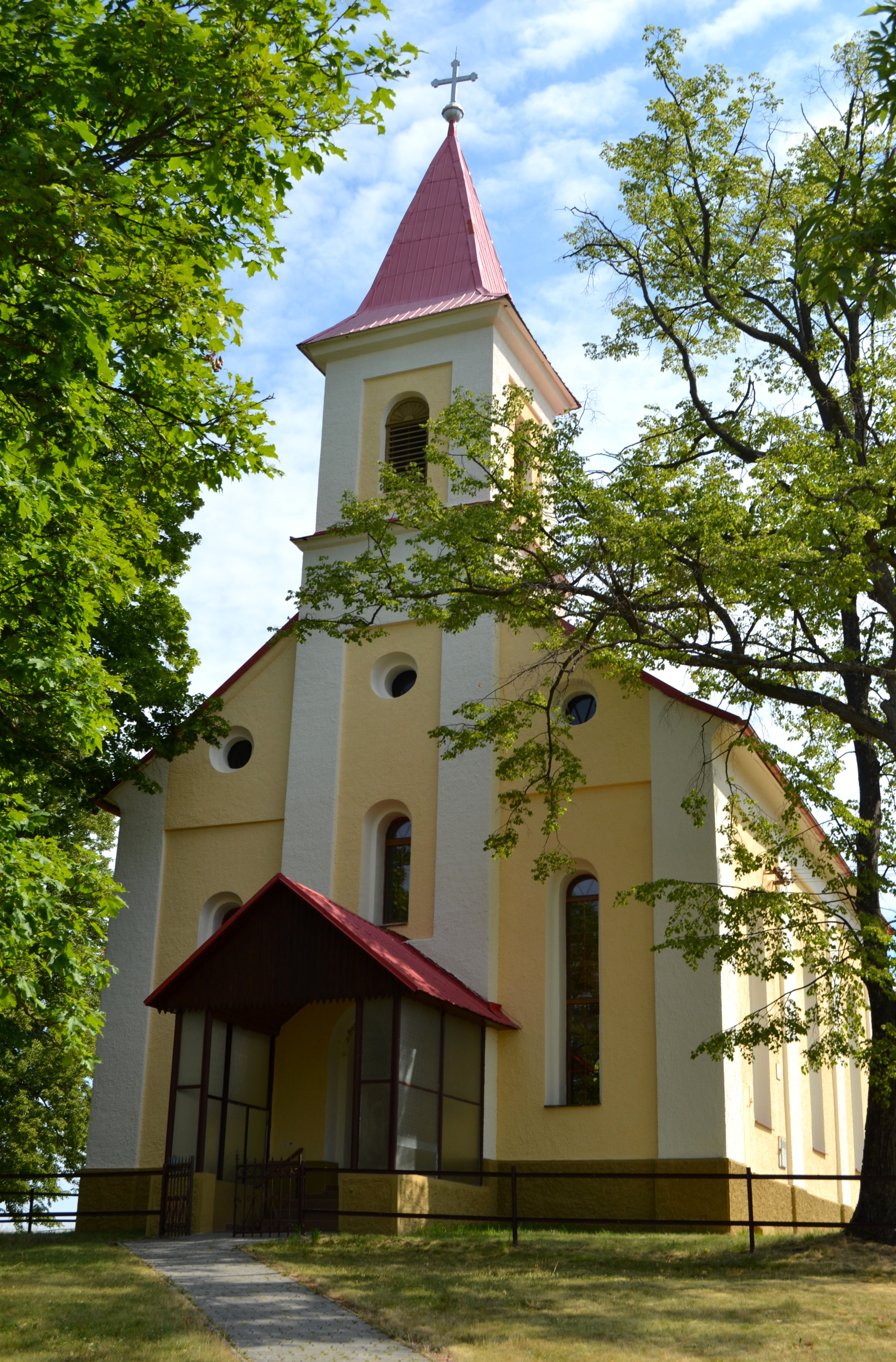
Evangelische Kirche

## Geographie
Die Gemeinde befindet sich im Talkessel Pliešovská kotlina am Osthang der Schemnitzer Berge. Das Ortszentrum liegt auf einer Höhe von 430 m n.m. und ist 14 Kilometer von Zvolen entfernt.
Nachbargemeinden sind Bacúrov im Norden, Breziny im Osten, Dobrá Niva im Süden, Banský Studenec im Südwesten sowie Banská Belá und Kozelník im Westen.

## Geschichte
Dubové wurde zum ersten Mal 1255 als terra Duboudyl schriftlich erwähnt, als es in einem Schenkungsakt von Béla IV. in den Besitz von Pertold, Steinmetz der alten Burg Sohl ging. 1424 gehörte das Dorf zum Herrschaftsgebiet der Burg Dobrá Niva, später war es Besitz des Landadels. Die Bewohner arbeiteten unter anderem im örtlichen Meierhof und lieferten Holzkohle für die Hütten in der Umgebung von Schemnitz. 1828 zählte man 42 Häuser und 327 Einwohner, die als Landwirte, im 18. und 19. Jahrhundert besonders auch als Imker beschäftigt waren.
Bis 1918 gehörte der im Komitat Sohl liegende Ort zum Königreich Ungarn und kam danach zur Tschechoslowakei beziehungsweise heute Slowakei.

## Bevölkerung
| Jahr                | 1994 | 2004    | 2014     | 2024     |
| ------------------- | ---- | ------- | -------- | -------- |
| Anzahl der Personen | 244  | 235     | 273      | 385      |
| Unterschied         |      | −3,68 % | +16,17 % | +41,02 % |

| Jahr                | 2023 | 2024    |
| ------------------- | ---- | ------- |
| Anzahl der Personen | 373  | 385     |
| Unterschied         |      | +3,21 % |

Nach der Volkszählung 2011 wohnten in Dubové 258 Einwohner, davon 237 Slowaken sowie jeweils ein Rom und Tscheche. 19 Einwohner machten keine Angabe zur Ethnie.
117 Einwohner bekannten sich zur Evangelischen Kirche A. B., 96 Einwohner zur römisch-katholischen Kirche, drei Einwohner zur griechisch-katholischen Kirche und ein Einwohner zur neuapostolischen Kirche. 19 Einwohner waren konfessionslos und bei 22 Einwohnern wurde die Konfession nicht ermittelt.

## Bauwerke
- evangelische Kirche im neoklassizistischen Stil aus den Jahren 1866–1867[6]